# 格雷 (緬因州普查規定居民點)
格雷（英語：Gray）是位於美國緬因州坎伯蘭縣的一個普查規定居民點。

## 人口
根據2020年美國人口普查的數據，格雷的面積為7.60平方千米，當中陸地面積為7.60平方千米，而水域面積為0.00平方千米。當地共有人口887人，而人口密度為每平方千米116.71人。